# Amblyomma sphenodonti
Amblyomma sphenodonti is een teek die endemisch is op Nieuw-Zeeland en alleen parasiteert op de brughagedis. Omdat het reptiel sterk bedreigd is heeft ook de teek een klein verspreidingsgebied. De teek heeft als soortnaam sphenodonti, wat verwijst naar de brughagedis (Sphenodon) maar het is niet bekend of de teek uitsluitend op de brughagedis parasiteert. Deze teek is wel de waarschijnlijke vector van de bloedparasiet Hepatozoon tuatarae in de brughagedis.